# Имажина фон Изенбург-Лимбург
Имажина фон Изенбург-Лимбург (неизвестно, неизвестно — не ранее 1317, Висбаден) — королева Германии как супруга короля Германии Адольфа.

## Биография
Имажина родилась примерно в 1255 году (вероятно, в Лимбурге-на-Лане) в семье Герлаха I фон Изенбург-Лимбурга и Имажины фон Блискастель. Её отец из Лимбургского дома (линии дома Изенбурга) владел Лимбургом-на-Лане.
В 1270 году она вышла замуж за графа Адольфа Нассауского из Вальрамской линии Нассауского дома. Их основными резиденциями были замок Идштайн и замок Зонненберг. После избрания Адольфа в 1292 году королём Германии она проживала в основном в ахальмском замке, когда не сопровождала своего мужа в его путешествиях.
После смерти мужа в битве при Гёльхайме Имажина возвела на поле брани готический «Королевский крест». В 1309 году она присутствовала при передаче останков своего мужа из аббатства Розенталь (в современном Керценхайме) в Шпайерский собор.
Имажина пережила своего мужа почти на два десятилетия, но больше не выходила замуж. Будучи вдовствующей королевой она сначала заняла Вайльбургский замок, а затем переехала в Кларентальский монастырь под Висбаденом, где её дочь Адельгейда была аббатисой. Имажина умерла в аббатстве 29 сентября 1318 года и была похоронена там.

## Дети
- Генрих (до 1280 — ум. в младенчестве)
- Имажина (до 1280 — ум. в младенчестве)
- Рупрехт VI (до 1280 — 2 ноября 1304)[6]
- Мехтильда (1280—1323), супруга Рудольфа I
- Герлах I (род. до 1288, ум. 7 января 1361), граф Нассауский
- Адольф (1292—1294)[6]
- Адельгейда (ум. в 1338), аббатиса Кларентальского монастыря[нем.] в Висбадене с 1311 года[6]
- Вальрам III (1294 — 15 мая 1324)